# Parafia Wniebowzięcia Najświętszej Maryi Panny i św. Andrzeja Boboli w Kozłowiczach
Parafia Wniebowzięcia Najświętszej Maryi Panny i św. Andrzeja Boboli w Kozłowiczach – rzymskokatolicka parafia znajdująca się w Kozłowiczach, w diecezji grodzieńskiej, w dekanacie Grodno-Wschód, na Białorusi.

## Historia
Kościół w Kozłowiczach powstał w I poł. XIX w. W II poł. XIX w. przejęty przez prawosławnych i zamieniony na cerkiew. Wierni przeszli wówczas do parafii w Jeziorach. W 1920 świątynia została zwrócona katolikom i uzyskała obecne wezwania.
W latach międzywojennych parafia leżała w archidiecezji wileńskiej, w dekanacie Grodno. W 1939 liczyła ok. 1000 wiernych.
Po II wojnie światowej Kozłowicze znalazły się w granicach Związku Sowieckiego. Parafia działała do śmierci proboszcza ks. Stanisława Śmiałowskiego 1 grudnia 1964. 12 września 1969 komuniści znacjonalizowali kościół. Przez pewien czas służył on jako przechowalnia zboża, następnie stał pusty. W 1990 zwrócony Kościołowi.